# Garrincha
Garrincha [gar'ĩʃɐ], bürgerlich Manoel Francisco dos Santos, auch Mané Garrincha; (* 28. Oktober 1933 in Pau Grande, Bundesstaat Rio de Janeiro; † 20. Januar 1983 in Rio de Janeiro) war ein brasilianischer Fußballspieler. In Brasilien gilt er neben Pelé als bester Fußballer aller Zeiten. Neben zahlreichen nationalen Titeln mit Botafogo FR wurde Garrincha mit der brasilianischen Nationalmannschaft 1958 und 1962 Weltmeister.

## Frühe Jahre
Manoel Francisco dos Santos wurde am 28. Oktober 1933 im Hinterland der Metropolregion Rio de Janeiro geboren. Er war das fünfte Kind des alkoholabhängigen Wachmannes Amaro dos Santos mit dessen Ehefrau Maria Carolina und wuchs in Pau Grande, einer ländlichen Siedlung am Rand des Gebirges Serra dos Órgãos, auf. Die sozial benachteiligte Familie hatte indigene Vorfahren und lebte in äußerst ärmlichen Verhältnissen. Von Geburt an war die Wirbelsäule des Neugeborenen deformiert und das linke Bein sechs Zentimeter kürzer als das rechte. Biograph Ruy Castro äußert den Verdacht, die körperliche Dystrophie sei die Folge einer frühen Polioerkrankung. Um ihrem Sohn die Chance auf ein halbwegs normales Leben zu ermöglichen, entschieden sich die Eltern für eine Operation im nahe gelegenen Petrópolis. Der riskante Eingriff schuf die anatomischen Voraussetzungen dafür, dass Mané (Kurzform von Manoel) überhaupt laufen lernte. Allerdings blieb das linke Bein ein O-, das rechte ein X-Bein. Diese Fehlstellung verursachte einen schwankenden Gang, der Junge war klein und schmächtig. Um sich zu kräftigen und seine Koordination voranzutreiben, spielte er auf ärztlichen Rat hin Fußball und entwickelte schon im Kindesalter erstaunliche Fähigkeiten als Straßenfußballer. Sein Fußballername Garrincha ist der örtlichen Bezeichnung für eine im Amazonasgebiet weit verbreitete Unterart des Zaunkönigs entlehnt; zum Hintergrund der Benennung kursieren verschiedene Varianten.
1947 fand Garrincha Arbeit in der örtlichen Textilfabrik und spielte nebenbei für die Betriebsmannschaft Esporte Clube Pau Grande. Er wurde zwar nicht für seine Ballkunst bezahlt, es rettete ihm jedoch seine Anstellung in der Fabrik, als er dort wegen Disziplinlosigkeiten entlassen werden sollte. Der Dribbelkünstler erwarb sich den Ruf als größtes Talent der Region und lief kurzzeitig für die Amateurmannschaft Serrano Football Club aus Petrópolis auf.
Aufgrund einer außerehelichen Schwangerschaft, heiratete Garrincha am 20. Oktober 1952 die 16-jährige Fabrikarbeiterin Nair Marques. Das Paar hatte insgesamt acht Töchter; die Ehe wurde 1965 geschieden.

## Karriere

### Vereine
Garrincha, der selbst nie ernsthafte Ambitionen auf eine Karriere als Profifußballer gezeigt hatte, wurde als 19-Jähriger von Botafogo FR zu einem Probetraining eingeladen. Beim Vorspielen düpierte er die Gegenspieler mit seinen ungewöhnlichen Finten und Tempodribblings. Nachdem er den Weltklasseverteidiger Nílton Santos mehrfach ausgespielt hatte, sprach dieser sich gegenüber der Vereinsführung für eine Verpflichtung aus und der lange verschmähte Garrincha wechselte zu einem der bekanntesten Fußballklubs Rio de Janeiros. Zwischen Nílton Santos und Garrincha entwickelte sich eine lebenslange Freundschaft. Gegen den Bonsucesso FC bestritt Garrincha am 19. Juli 1953 seine erste Partie für Botafogo und erzielte beim 6:3-Sieg einen Hattrick. Nach einer kurzen Anpassungsphase konnte er sich auf der Position des rechten Flügelstürmers etablieren und avancierte zum wichtigsten Offensivspieler seiner Mannschaft. 1955 folgte für den ballverliebten Dribbelkünstler die Berufung in die Nationalmannschaft.
Seine ungewöhnliche Beinstellung und ein tiefer Körperschwerpunkt erlaubten es Garrincha, schnelle Drehungen und Haken zu schlagen, die der Gegner nicht antizipieren konnte. Garrinchas Spielweise war intuitiv, unberechenbar, aufreizend spektakulär, und immer wieder brachte er neue Tricks oder entwickelte andere weiter. Besondere Berühmtheit erlangte eine geradezu unheimliche Finte: Garrincha stoppte den Ball vor seinem Gegenspieler stehend, täuschte mit dem Körper eine Bewegung zur einen Seite an, verschaffte sich so einen entscheidenden Vorteil, und überrannte den Verteidiger dann auf der anderen Seite durch seinen explosiven Antritt. Mit diesem einfachen Trick war er schlichtweg nicht zu stoppen. Oft nahm er das Tempo danach noch mal raus, um seine Gegner abermals auszuspielen. Diese Fähigkeiten nutzte er perfekt für Tempodribblings und Flankenläufe am rechten Flügel, um somit besser postierte Mitspieler freizuspielen. Botafogos Trainer waren bemüht, Garrincha auf dem Platz möglichst große spielerische Freiheiten zu gewähren und ihn von taktischen Zwängen zu befreien, wodurch er häufig mehrere Abwehrspieler band und Räume für seine Mitspieler schaffte. Allerdings war Garrincha nicht nur ein guter Vorbereiter und Alleinunterhalter, sondern suchte auch selbst den schnellen Abschluss, was ihn zu einem gefürchteten Torjäger machte. Aufgrund seiner Spielweise und der einfachen Herkunft wurde der stets lächelnde Ausnahmefußballer als Alegria do Povo (Freude der Massen) bezeichnet.
Unter Trainer João Saldanha gewann Botafogo 1957 die regional ausgetragene Staatsmeisterschaft von Rio de Janeiro – der erste Titel seit neun Jahren. Dabei erzielte Garrincha in 26 Ligaspielen 20 Tore und erhielt die Auszeichnung des besten Spielers der Liga. Nach der Verpflichtung von Mário Zagallo, Didi und Amarildo folgte eine erfolgreiche Phase mit zwei weiteren Staatsmeisterschaften (1961, 1962). Ebenso gewann Botafogo zweimal das prestigeträchtige Torneio Rio-São Paulo (1962, 1964). Dabei lieferte sich die Mannschaft nicht selten packende Duelle mit den Stadtrivalen Flamengo, Fluminense und CR Vasco da Gama. Nach dem Gewinn der Weltmeisterschaft 1962 avancierte der schüchterne Garrincha neben dem Nationalhelden Pelé, zum größten Fußballstar des Landes. Trotz seiner Bekanntheit lebte Garrincha weiterhin in Pau Grande und pendelte in den Stadtteil Botafogo, die Heimat seines Klubs, der ihm das vergleichsweise geringe Monatsgehalt von 18.000 Cruzeiros (160 US-Dollar) zahlte. Garrincha erreichten zahlreiche Transferangebote finanzkräftiger europäischer Vereine. Die führenden italienischen Klubs Juventus Turin, AC Mailand und Inter Mailand unternahmen 1963 sogar den einmaligen Versuch Garrincha gemeinsam zu verpflichten, der anschließend jeweils wechselnd eine Saison für sie spielen sollte. Botafogo indes wollte seinen Ausnahmespieler nicht ziehen lassen und rief astronomische Ablöseforderungen auf, die sämtliche Interessenten abschreckten.
Mitte der 1960er Jahre wurde deutlich, dass Garrincha seine sportliche Glanzzeit überschritten hatte, da sein Körper den Belastungen des Profifußballs nicht mehr standhielt. Seine Sehnen und Gelenke waren überstrapaziert, ein irreparabler Knorpelschaden im Knie ließ ihn nicht mehr ohne Schmerzen spielen. Botafogo allerdings bestand aus rein wirtschaftlichen Interessen auf Garrinchas Teilnahme an finanziell lukrativen Freundschaftsspielen in Europa, um möglichst hohe Antrittsprämien verlangen zu können. Dadurch gönnten sie ihrem Starspieler keine Regenerationszeiten und hatten ihn durch diese Dauerbelastung regelrecht verheizt. Der Verein untersagte Garrincha sogar eine längst überfällige Knie-Operation, der er sich am 29. September 1964 gegen den Willen Botafogos unterzog, was zum endgültigen Zerwürfnis führte. Zwischen 1963 und 1965 konnte er lediglich 30 Partien absolvieren, weshalb ihn aufstrebende Spieler wie Jairzinho oder Gérson ersetzten. Nach zwölf Jahren verließ Garrincha Botafogo, für die er in 581 Pflichtspielen 232 Tore erzielt hatte. Damit ist Garrincha drittbester Torschütze der Vereinsgeschichte und hat die zweitmeisten Spiele absolviert.

### Nationalmannschaft

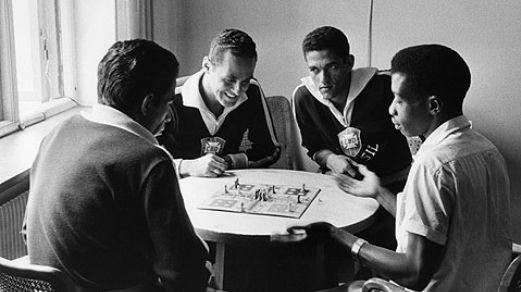
Garrincha (2. v. r.) 1958 mit Vavá, Gilmar und Moacir (v. l. n. r.)

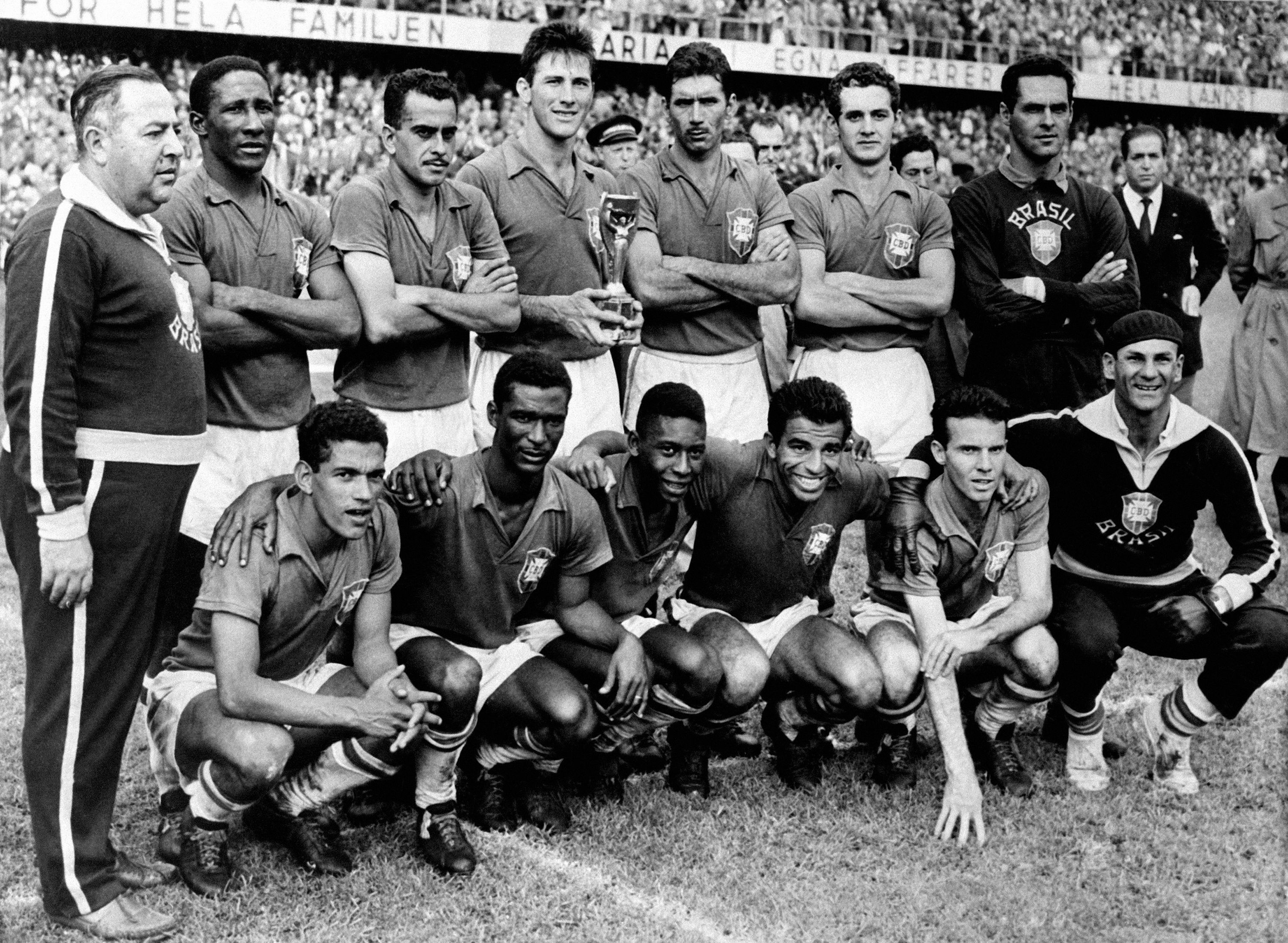
Brasilien 1958: Vicente Feola (Trainer), Djalma Santos, Zito, Bellini, Nilton Santos, Orlando, Gilmar – Garrincha, Didi, Pelé, Vava, Zagallo.

Garrincha spielte für die Brasilianische Fußballnationalmannschaft zwischen 1955 und 1966 in 50 Länderspielen und erzielte dabei zwölf Tore. Er verlor nur ein einziges Spiel – sein letztes bei der Fußball-Weltmeisterschaft 1966 gegen Ungarn mit 1:3. Er nahm insgesamt an drei Weltmeisterschaften (1958, 1962 und 1966) und 15 Weltmeisterschaftsspielen teil. 1958 und 1962 wurde er mit Brasilien Weltmeister. Bei beiden Titelgewinnen hatte er entscheidenden Anteil. Mit der Verletzung von Pelé übernahm er 1962 die tragende Rolle in der Mannschaft. Bei der gleichen WM 1962 in Chile wurde er zusammen mit fünf weiteren Spielern – Albert (HUN), Iwanow (UdSSR), Jerković (YUG), Sánchez (CHI) und Vavá (BRA) – mit vier Treffern Torschützenkönig.
Seine Glanzzeiten endeten jedoch vor der Fußballweltmeisterschaft 1966. Er spielte zu oft und seine Sehnen und Bänder hielten der Dauerbelastung nicht stand. Als er sich 1965 nochmals operieren ließ, waren die Schäden bereits irreparabel. Dennoch nahm er im folgenden Jahr noch an der Weltmeisterschaft teil, konnte an seine gewohnten Leistungen jedoch nicht mehr anknüpfen. Als Fußballheld verehrt, war er noch bis 1972 im Profifußball aktiv, zuletzt für den Olaria AC einem Vorort-Club von Rio de Janeiro. Sein Abschiedsspiel gab Garrincha am 19. Dezember 1973 im legendären Maracanã.

## Nach der Karriere
Weniger erfolgreich verlief sein Privatleben. Bereits früh (angeblich schon mit zehn Jahren) wurde er zum Alkoholiker, um seine Schmerzen zu unterdrücken, und war dadurch in einige Autounfälle verwickelt. Besonders tragisch war der Zusammenstoß mit einem LKW im Jahr 1969; dem Unfall fiel seine eigene Schwiegermutter zum Opfer.
Garrincha war zweimal verheiratet. Die erste Ehe hielt 13 Jahre (1952–1965) und brachte acht Töchter hervor. Seine zweite Frau war die berühmte Samba-Sängerin Elza Soares, die er während der Fußball-Weltmeisterschaft 1962 kennengelernt hatte und im März 1966 heiratete. 1977 erfolgte die Scheidung. Garrincha hatte zudem zahlreiche Affären und war Vater von (je nach Quelle) 13 oder 15 Kindern von fünf verschiedenen Frauen. Ein Enkel von ihm ist der schwedische Junioren-Fußballnationalspieler Henrik Johansson.
Nach seinen Glanzzeiten im Fußball wurde es ruhig um ihn. Vom brasilianischen Staat bekam er eine kleine Rente gezahlt, die aber seinen früheren Lebensstil nicht abdecken konnte. Er starb mit 49 Jahren verarmt und vereinsamt an einer Leberzirrhose, verursacht durch seinen jahrelangen Alkoholismus. Beim Begräbnis erwiesen ihm tausende Fans die letzte Ehre. Sein Grabstein auf dem Friedhof „Cemiterio Raiz da Serra“ von Rio de Janeiro trägt die Inschrift:

Descanse em paz, que era a alegria do povo – Mané Garrincha.

(Hier ruht in Frieden der, der die Freude des Volkes war – Mané Garrincha).
Rund zweihundert Meter von der eigentlichen Grabstätte entfernt wurde seinerzeit ein Denkmal für den Brasilianer errichtet. Am 31. Mai 2017 wurde vermeldet, dass die in einem Pantheon der Familie auf dem Friedhof von Magé beigesetzten sterblichen Überreste Garrinchas verschwunden seien.

## Sonstiges
Garrincha spielte 581 Spiele bei Botafogo FR und schoss 232 Tore.
Länderspieldebüt: 18. September 1955 gegen Chile in Rio de Janeiro.
Länderspielabschied: 15. Juli 1966 gegen Ungarn (1:3) in Liverpool (WM-Endrunde).
Er war nicht nur ein hochbegabter Fußballtechniker, sondern hat auch selbst Tricks erfunden, die nach ihm benannt wurden, so der Garrincha und die Garrincha-Doppelschere.
In seinem Geburtsort Pau Grande ist das Stadion des örtlichen Fußballklubs nach ihm benannt, das Mané Garrincha CIEP, in der Calle José Souza Pereira, Pau Grande, Piabetá / RJ.
Gleichfalls wurde ihm noch zu Lebzeiten 1974 das Estádio Mané Garrincha in der Hauptstadt Brasília gewidmet; dieses Mehrzweckstadion wurde im Rahmen der Baumaßnahmen für die WM 2014 fast vollständig abgerissen und durch die reine Fußballarena Estádio Nacional de Brasília Mané Garrincha ersetzt.
Der Sportjournalist und Autor Arsenij Zakharov schrieb in seinem Buch "Die lustigen Fußball-Märchen – die Geschichte des Fußballs für junge und alte Fans" ein Gedicht über Garrincha. Es trägt den Titel "Ein krummbeiniger Fußball-Held".

## Erfolge

### Brasilien
- Weltmeister: 1958, 1962
- O’Higgins Cup: 1955, 1959, 1961
- Oswaldo Cruz Cup: 1960

### Botafogo
Internationale Titel
- World Champion Clubs (Paris Intercontinental Championship): 1963
- International Quadrangular Turnier: 1954
- Interclub Turnier Pentagonal Mexiko: 1958
- International Turnier von Kolumbien: 1960
- International Turnier in Costa Rica: 1961
- Pentagonal (Méxiko): 1962
- Goldenes Jubiläums Turnier des Fußballverbandes von La Paz: 1964
- Ibero-Amerikanisches Turnier: 1964
- Paramaribo Cup: 1964

Nationale Titel
- Campeonato Brasileiro de Futebol: 1962, 1964
- Torneio Rio-São Paulo: 1962, 1964
- Interstate Cup Champions Club: 1962
- Staatsmeisterschaft von Rio de Janeiro: 1957, 1961, 1962

## Auszeichnungen
- 2. Platz bei der Wahl des Ballon d’Or Dream Teams (Rechter Flügel)
- WM Torschützenkönig: 1962[18]
- Bester Spieler der brasilianischen Meisterschaft: 1962
- Bester Spieler Rio-São Paulo Turnier: 1962
- Bester Spieler Interstate Club Champions Cup: 1962
- Bester Spieler Staatsmeisterschaft von São Paulo: 1957, 1961, 1962
- Brasilianische Ruhmeshalle des Fußballs[19]

## Film
- 1962 Garrincha, Alegria do Povo („Freude des Volkes“)
- 2003 Garrincha – Estrela Solitária („Einsamer Stern“), basierend auf Ruy Castros Buch, behandelt sein Leben auf und abseits des Rasens – neben sehr direkter Bezugnahme auf sein breitgefächertes Privatleben zur Freude vieler auch mit einigem sehenswerten Originalfilmmaterial.

## Hörspiel
- 1983 Das letzte Tor des Mané Sardinha. Von Luiz Carlos Saroldi. Regie Klaus Mehrländer. Produktion WDR 1983. Basiert auf Garrinchas Lebensgeschichte. Mit Christian Rode, Klaus Nägelen, Christian Brückner, Ilse Pagé, Hermann Ebeling, Klaus Herm, Friedhelm Ptock u. a.

## Belege
1. ↑  Garrincha. In: International Football Hall Of Fame. (englisch)
2. ↑  Ole Schulz: Der Engel mit krummen Beinen. In: Deutschlandfunk. Deutschlandradio, 21. Januar 2008.
3. ↑  Por Laudicéia Machea. In: Gazeta Esportiva. Archiviert vom Original am 3. Januar 2006; abgerufen am 28. Februar 2010 (portugiesisch).
4. ↑  Foul Play: Seven Deadly Sins of Football - Garrincha has a ball. In: The Guardian. 21. Mai 2009, abgerufen am 7. Oktober 2019.
5. ↑  Richard Witzig: The Global Art of Soccer. CusiBoy Publishing, New Orleans 2006, ISBN 0-9776688-0-0, S. 172 (englisch, eingeschränkte Vorschau in der Google-Buchsuche [abgerufen am 8. Januar 2023]).
6. ↑  Wolfgang Kunath: Dribbling in die Hölle. Frankfurter Rundschau.
7. ↑  Vogel aus dem Amazonas. In: 11Freunde, 30. April 2003.
8. ↑  https://www.goal.com/de/amp/meldungen/garrincha-brasilien-legende-tricks-portraet/1ds638re8xs8n1gfxh5lvsyi1i
9. ↑  https://www.goal.com/de/amp/meldungen/brasilien-legende-ftr-garrincha/1smg5qm5w4bb716m190zogh6dc
10. 1 2  Eduardo Galeano: Soccer in sun and shadow. 2. Auflage. Verso, London / New York 2003, ISBN 1-85984-423-5, S. 100 (englisch, eingeschränkte Vorschau in der Google-Buchsuche – spanisch: El futbol a sol y sombra. Madrid 1995. Übersetzt von Mark Fried).
11. ↑  Ole Schulz, 11FREUNDE: Die Freude des Volkes. 28. Oktober 2023, abgerufen am 10. Juni 2024.
12. 1 2  Auszug aus Christian Eichler: 90 – Die ganze Geschichte des Fußballs in neunzig Spielen. Droemer-Verlag, München 2017, ISBN 978-3-426-30139-5 (zitiert nach Frankfurter Allgemeine Zeitung. 15. Juni 2018, S. 33.).
13. ↑  Laut einem Kommentar im brasilianischen Fernsehen bei seiner Beerdigung 1983
14. ↑  Mané Garrincha in der Datenbank Find a Grave, abgerufen am 8. Januar 2023.
15. ↑  Desapareció el cuerpo del ídolo brasileño Garrincha de un cementerio de Río de Janeiro. In: Fútbol uy. 31. Mai 2017, abgerufen am 31. Mai 2017 (spanisch).
16. ↑  Brasilianische Seite mit diversen Infos über Garrincha. Ehemals im Original (nicht mehr online verfügbar); abgerufen am 7. Juni 2014 (portugiesisch). (Seite nicht mehr abrufbar. Suche in Webarchiven)
17. ↑  Arsenij Zakharov: Die lustigen Fußball-Märchen - die Geschichte des Fußballs für junge und alte Fans. Hrsg.: Arsenij Zakharov. 1. Auflage. Book on Demands, Norderstedt 2024, ISBN 978-3-7693-1181-5, S. 32–33.
18. ↑  The wounded 'Little Bird' who soared for Brazil. FIFA, archiviert vom Original am 2. April 2015; abgerufen am 28. Februar 2015 (englisch).
19. ↑  Brazilian Football Museum Hall of Fame (Memento vom 6. Dezember 2008 im Internet Archive)

José Altafini |
Bellini  |
Carlos José Castilho |
Dida |
Didi |
Garrincha |
Gilmar |
Joel |
Moacir |
Oreco |
Orlando |
Pelé |
Pepe |
Mauro Ramos |
Dino Sani |
Nílton Santos |
Djalma Santos |
Nílton De Sordi |
Vavá |
Mário Zagallo |
Zito |
Zózimo
Cheftrainer: Vicente Feola
Altair |
Amarildo |
Bellini |
Carlos José Castilho |
Coutinho |
Didi |
Garrincha |
Gilmar |
Jair |
Jurandir |
Jair Marinho |
Mengálvio |
Pelé |
Pepe |
Mauro Ramos  |
Djalma Santos |
Nílton Santos |
Vavá |
Mário Zagallo |
Zequinha |
Zito |
Zózimo
Cheftrainer: Aymoré Moreira
1930: Guillermo Stábile |
1934: Oldřich Nejedlý |
1938: Leônidas |
1950: Ademir |
1954: Sándor Kocsis |
1958: Just Fontaine |
1962: Garrincha / Flórián Albert / Walentin Iwanow / Dražan Jerković / Leonel Sánchez / Vavá |
1966: Eusébio |
1970: Gerd Müller |
1974: Grzegorz Lato |
1978: Mario Kempes |
1982: Paolo Rossi |
1986: Gary Lineker |
1990: Salvatore Schillaci |
1994: Oleg Salenko / Christo Stoitschkow |
1998: Davor Šuker |
2002: Ronaldo |
2006: Miroslav Klose |
2010: Thomas Müller |
2014: James Rodríguez |
2018: Harry Kane |
2022: Kylian Mbappé
| Personendaten    | Personendaten                  |
| ---------------- | ------------------------------ |
| NAME             | Garrincha                      |
| ALTERNATIVNAMEN  | Santos, Manuel Francisco dos   |
| KURZBESCHREIBUNG | brasilianischer Fußballspieler |
| GEBURTSDATUM     | 28. Oktober 1933               |
| GEBURTSORT       | Pau Grande, Rio de Janeiro     |
| STERBEDATUM      | 20. Januar 1983                |
| STERBEORT        | Rio de Janeiro                 |